# Shelfordina philippinensis
Shelfordina philippinensis är en kackerlacksart som beskrevs av Roth, L. M. 1990. Shelfordina philippinensis ingår i släktet Shelfordina och familjen småkackerlackor.
Artens utbredningsområde är Filippinerna. Inga underarter finns listade i Catalogue of Life.